# كونستانتين تاناسي

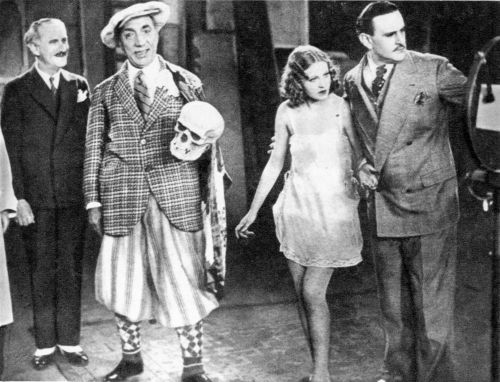
كونستانتين تاناسي الثاني من اليسار بطولة "Visul lui Tănase" حلم تاناسي.

كونستانتين تاناسي (بالرومانية: Constantin Tănase)‏ (5 يوليو 1880-29 أغسطس 1945) هو ممثل روماني.

## روابط خارجية
- كونستانتين تاناسي على موقع IMDb (الإنجليزية)
- كونستانتين تاناسي على موقع ديسكوغز (الإنجليزية)
- كونستانتين تاناسي على موقع قاعدة بيانات الفيلم (الإنجليزية)